# O Que É a Propriedade?

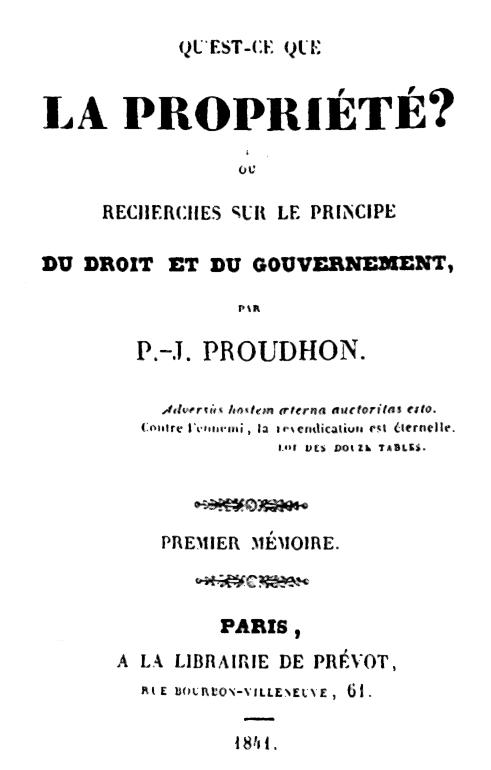
Contracapa original de 1946

O que é a propriedade? ou Pesquisa sobre o Princípio do Direito e do Governo (em francês:  Qu'est-ce que la propriété ? ou Recherche sur le principe du Droit et du Gouvernment) é uma influente obra de filosofia política sobre o conceito de propriedade e sua relação com a filosofia anarquista escrito pelo anarquista e mutualista francês, Pierre-Joseph Proudhon e publicado em 1840.
No livro, Proudhon faz uma de suas declarações mais memoráveis "Propriedade é roubo".
Seu autor acreditava na concepção coletiva de propriedade que se dividia a partir de dois aspectos que procurou identificar. Proudhon busca demonstrar a diferença entre a propriedade utilizada para a tirania ilegítima e a propriedade utilizada para proteger a liberdade. Argumentava que o resultado do trabalho individual passível de ocupação e uso é uma forma legítima de propriedade. A isso, ele contrapunha terra não utilizada considerada como propriedade, acreditando que a terra só pode ser legitimamente possuída por uso ou ocupação (o que ele chamava de "possessão"). Como uma extensão de seu entendimento de propriedade legítima como resultado de trabalho ou ocupação, ele argumentava contra as instituições identificadas com o lucro e locação.
Alguns anarquistas contemporâneos usam os termos "propriedade pessoal", "propriedade possessiva" ou "propriedade privada" para dar significado às distinções feitas por Proudhon entre a posse da terra produtiva e da terra improdutiva. Nesse sentido, propriedade privada se refere à posse de terras ou bens improdutivos, e propriedade pessoal se refere à posse de terra ou bens produtivos. Essa diferenciação é um componente importante para entender a  crítica anarquista ao capitalismo.

## Críticas
É certo que Karl Marx, ao menos em seu início, bebeu muito em Proudhon, mas logo superou-o, deixando claras as divergências sobretudo em seu livro Miséria da Filosofia, que já no título satirizava o livro Filosofia da Miséria de Proudhon. Quanto à frase "propriedade é roubo", Marx a considerava como autorrefutável e desnecessariamente confusa, escrevendo (em carta a Jean Baptista von Schweitzer de 24 de Janeiro de 1865 sobre Proudhon) que
"[...] No melhor dos casos, isto só conduz a que as representações jurídico-burguesas de «roubo» também se aplicam ao próprio ganho «honesto» do burguês. Por outro lado, como o «roubo», enquanto violação violenta da propriedade, pressupõe a propriedade, Proudhon embrulha-se em toda a espécie de invenções obscuras para ele próprio, acerca da verdadeira propriedade burguesa [...]"